# Ihara Saikaku

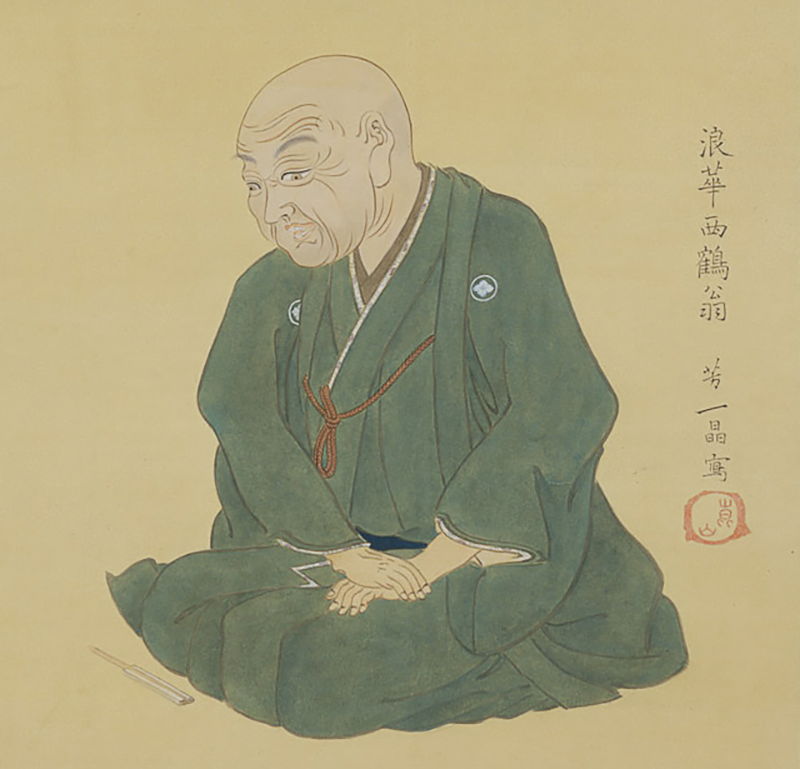
Ihara Saikaku

Ihara Saikaku (1642-1693), romancista e poeta clássico japonês, discípulo de Sôin e da escola Dannin, foi o criador do ukiyo-zōshi (Mundo da Libélula), um movimento literário cujo gênero de prosa revolucionou a literatura japonesa do século XVII.

## Trajetória Literária
Nascido em uma rica família de comerciantes de Osaka, Ihara iniciou seus estudos de poesia hakai com Matsunaga Teitoku, mais depois entrou para a escola de poesia de Danrin onde tornou-se discípulo de Nishiyama Sôin, através de quem seus poemas obtiveram bastante popularidade.
Mas foi como romancista e contista que Saikakou Ihara conseguiu notoriedade. Suas narrativas de temática "Chonin" (que retratava a burguesia mercantil nascente), atraíram a atenção da elite culta do período Edo, pela qual Ihara passou a ser bem considerado. Dentre estas narrativas destacam-se duas sátiras de costumes: "A Despensa Familiar Paponesa" e "Cinco Mulheres que Amam o Amor".
Em 1678 Saikakou Ihara causa escândalo ao publicar uma coletânea de contos curtos intitulada Nanshaku Okagani (Grande Espelho do Amor Entre os Homens), onde expunha a vida e os costumes da casta guerreira do Japão feudal, dentre os quais o sentimento extremo de fidelidade e mútua devoção ocasionava diversos relacionamentos homoeróticos. 
Apesar de polêmico, o tema aumentou a popularidade de Ihara, que tempos depois ampliou sua coletânea, abordando a homossexualidade dos nobres, monges e atores.

## O Mundo da Libélulas
Saikakou Ihara inventou uma etimologia para o antigo nome do Japão, ukiyo-zōshi, "Mundo das Libélulas” ou mundo flutuante. Expressão que decorria do fato das libélulas copularem por detrás, algo que o autor chamava “a postura do amor entre rapazes”. Assim legitimava de forma humorística a antiguidade e naturalidade do amor homossexual acima do amor heterossexual no Japão. Saikakou era um escritor comercial e muito popular que, quando começou a composição de Nanshoku Okagami (1678) o fez para aumentar o número de leitores; elegeu o tema da  homossexualidade masculina para chegar a sua audiência mais comum, os samurais e os habitantes de Kioto e Osaka. O Grande Espelho de Amor entre Homens: episódios entre samurais, monges, nobres e atores é outra coleção de quarenta relatos que descrevem as relações amorosas homossexuais no Japón do século XVII.
Os comentários críticos de Paul Gordon Schalow (publicados originalmente por Stanford University Press) ajuda a compreender melhor a natureza e o cenário destes amores. Explica, por exemplo, que na cultura japonesa pré-moderna as relações entre homens deviam dar-se entre um adulto e um adolescente (wakashu); que os livros de amor sexual como O Grande Espelho... circulavam no Japão da era Genroku graças à demanda da emergente classe urbana e refletiam a ideia de que o amor não se encontrava no matrimônio, mas sim na prostituição; que os hombres se dividem em “conhecedores de rapazes” e “misóginos”: os primeiros se casavam e tinham relações com mulheres, enquanto os segundos rechaçavam por completo as mulheres como companheiras sexuais. 
O grande espelho se divide em oito seções de cinco capítulos cada uma: as primeiras quatro se ocupam dos samurais, as restantes dos monges e atores kabuki que se prostituíam nos distrítos teatrais de Kioto, Osaka e Edo (atual Tókio). Cada um é a biografia de um samurai o de um kabuki wakashu ideal. O exotismo e complexidade desse mundo antigo atravessado pela estetização e a violência parece mais próximo graças a prosa límpida e “moderna” de Saikakou. Não há descrições explícitas de coito, só de paixões efêmeras onde os jovens perdem sua beleza rapidamente, morrem enfermos de amor ou cometem honrosos suicídios junto aos seus amantes. mesmo que os relatos, muito similares entre si, resultem repetitivos, é uma deliciosa visão do “mundo flutuante” – das cidades e seus distrítos de prazer – com jovens andróginos que percorrem quilômetros em busca de um novo companheiro. As belas descrições (“Amava este lugar e o modo em que a luz da lua se filtrava de noite através das agulhas dos pinheiros", escreve no “Grande Espelho”), as delicadas comparações, as cerejas em flor e o aroma de incenso, se mesclam com decapitações, mutilações, vinganças, profundas traições. 
Saikakou não poupa e misoginia. A permanente despreciação das mulheres não se relaciona com uma suposta intenção de Saikakou de revelar seus sentimentos homoeróticos mascarados, sim para entreter o círculo de leitores. Mishima insistía que Confissões de uma Máscara havia sido a primeira obra importante a tratar o tema da homossexualidade no Japão desde O Grande Espelho. Saikakou demonstrou grande criatividade ao manipular lendas e ícones do amor entre homens, mas se viu limitado pelas restrições da tradição literária em que se inscrevia. Desmascarar e mostrar as ‘verdadeiras preferências’ era algo avesso a essa tradición. Até Mishima, quase três séculos mais tarde, nenhum escritor japonês faria inovações similares”. O texto de Saikakou pertence a uma tradição pré-moderna onde o amor homossexual não era representado como perversso e se integrava à ampla esféra do amor sexual como tema literário; uma tradição que não apelava à estratégia de desmascarar e revelar. Esta notável ausência de estigmatização é o principal atrativo do Grande Espelho, e parte do mistério de sua beleza.